# Peter Maxwell Davies
Sir Peter Maxwell Davies, CBE (8. září 1934, Salford, Spojené království - 14. března 2016, Hoy) byl britský hudební skladatel, dirigent, pedagog a hudební organizátor. Studoval v Manchesteru a v Princetonu. Je mimo jiné autorem opery The Lighthouse (Maják, 1980). Roku 1981 obdržel Řád britského impéria (CBE) a roku 1987 byl povýšen do šlechtického stavu.
Jeho tvorba je sledována také českým publikem. Na scéně Národního divadla v Praze byly uvedeny jeho opery Vrtoch slečny Donnithornové (v titulní roli Jaroslava Maxová), Osm písní pro šíleného krále (v titulní roli Ivan Kusnjer) a Médium (v titulní roli Jaroslava Maxová).